# Halma (häst)
Halma, född 1892, död 1909, var ett engelskt fullblod, mest känd för att ha segrat i Kentucky Derby (1895). Han är även känd för att vara den första Kentucky Derby-vinnaren, som även blivit far till en Kentucky Derby-vinnare. 

## Bakgrund
Halma var en svart hingst efter Hanover och under Julia L. (efter Longfellow). Han föddes upp av Eastin & Larabie i Kentucky, och köptes som åring av Byron McClelland som även blev hans tränare inledningsvis. I lopp reds han oftast av Alonzo Clayton eller James "Soup" Perkins.

## Karriär
Halma tävlade endast mellan 1894 och 1895, och sprang in 15 885 dollar på 16 starter, varav 7 segrar, 2 andraplatser och 3 tredjeplatser. Han tog karriärens största seger i Kentucky Derby (1895). Han segrade även i Phoenix Hotel Stakes (1895), Clark Handicap (1895) och Latonia Derby (1895).
Halma tog sin första seger tillsammans med jockeyn Alonzo Clayton på Sheepshead Bay Race Track i New York. Som treåring med 15-årige James "Soup" Perkins som jockey, segrade Halma i Phoenix Hotel Stakes, och bara tre dagar senare, återigen riden av Perkins, segrade han i det sista Kentucky Derbyt som skulle hållas på loppets ursprungliga distans. Den 14 maj, tillsammans med Perkins (som skulle bli amerikansk jockeychampion det året med 192 segrar), vann han Clark Handicap. Han såldes kort därefter till affärsmannen Charles Fleischmann för 30 000 dollar. Två dagar efter försäljningen segrade Halma i Latonia Derby. På grund av en skada kunde han inte fortsätta tävla under  sommaren och hösten 1895, och 1896 blev han halt och avslutade tävlingskarriären för att istället vara verksam som avelshingst.

### Som avelshingst
Halma var verksam som avelshingst i USA, där han blev far till Alan-a-Dale (f. 1899), vinnare av 1902 års Kentucky Derby. Halma var den första Derbyvinnaren som blev far till en annan Derbyvinnare. I juni 1901 sålde Charles Fleischmann honom till den amerikanske idrottsmannen William Kissam Vanderbilt som skickade över honom till hans stuteri Haras du Quesnay i Frankrike.
I Frankrike var Halmas bästa avkomma Oversight (f. 1906), som bland annat segrade i Prix de la Salamandre, Prix du President de la Republique och Prix Lupin.
Halma avled 1909 vid 17 års ålder.